# Life, Animated
Life, Animated (Brasil: Vida, Animada ) é um filme-documentário estadunidense de 2016 dirigido e escrito por Roger Ross Williams,  baseado no livro de Ron Suskind, Life, Animated: A Story of Sidekicks, Heroes, and Autism, que conta a história de seu filho Owen.